# Wladimir Sarew
Wladimir Sarew (bulgarisch Владимир Зарев, gebräuchliche Transliteration Vladimir Zarev; * 1947 in Sofia, Bulgarien) ist ein zeitgenössischer bulgarischer Schriftsteller.

## Leben
Wladimir Sarew studierte bulgarische Philologie an der Sofioter St.-Kliment-Ohridski-Universität und hat bisher 10 Romane, einige Bände mit Kurzgeschichten und Gedichten sowie Sachbücher veröffentlicht. Mehrere seiner Werke sind ins Russische, Deutsche und Englische übersetzt worden. 2012 vollendete Wladimir Sarew seine Weltschev-Trilogie – der dritte Band Seelenasche erschien im September 2012 bei Deuticke im Paul Zsolnay Verlag (Hanser-Literaturverlage; dort waren zuvor auch die ersten beiden Bände erschienen: Familienbrand und Feuerköpfe). Literarisches Ansehen erreichte er spätestens durch seinen Roman Verfall (veröffentlicht 2003 und übersetzt ins Deutsche 2007), in dem er die gesellschaftlichen Umwälzungen in Bulgarien in den 1990ern beschreibt.
Sarew ist Herausgeber des Literaturmagazins Sawremennik (bulg. Съвременник, auf Deutsch: Zeitgenosse), welches er in den 1990ern vor der Schließung bewahrte. Die heute etwa 400 Seiten starke Literaturzeitschrift für ausländische Literatur erscheint vierteljährlich und gilt als eine der führenden Literaturzeitschriften Bulgariens.

## Werke
- Welten (bulg. Светове/Swetowe)
- Verfall (bulg. Разруха/Rasrucha), Kiepenheuer & Witsch, Köln 2007, ISBN 978-3-462-03769-2 (Roman)
- Die Weltschew-Trilogie – alle drei Bände Übersetzung aus dem Bulgarischen: Thomas Frahm, Deuticke im Paul Zsolnay Verlag, Wien
  - Teil 1: Familienbrand (bulg. Битието/Bitieto – Sofia 1976), Wien 2009, ISBN 978-3-552-06098-2 (Roman) – ca. 1900-1944/45
  - Teil 2: Feuerköpfe (bulg. Изходът/Ishodat – Sofia 1983), Wien 2011, ISBN 978-3-552-06171-2 (Roman) – ca. 1946-1976
  - Teil 3: Seelenasche (bulg. Законът/Sakonat), Wien 2012, ISBN 978-3-552-06196-5 (Roman) – ca. 1976 bis nach 2000